# Лондонский договор (1915)
Лондонский пакт — секретное соглашение между Италией и странами Антанты, подписанное в Лондоне 26 апреля 1915 года представителями Италии, Великобритании, Франции и России. Определяло условия вступления Италии в Первую мировую войну.

## Описание
По соглашению, Италия покидала Тройственный союз и присоединялась к Антанте, что уже было установлено секретным соглашением, подписанным в Лондоне 4–5 сентября 1914 года. Кроме того, в течение месяца Италия должна была объявить войну Германии и Австро-Венгрии, что и было сделано (декларация об объявлении войны была опубликована 23 мая того же года). Взамен Италия претендовала по окончании войны на часть земель, принадлежавших Австро-Венгрии, а также на другие территории.
Италии должны были отойти:
1. Тироль вплоть до альпийского водораздела, что включает в себя современные итальянские провинции Тренто и Больцано (Южный Тироль).
2. Триест.
3. Горица и Градишка.
4. Истрия, кроме города Риека.
5. Часть Внутренней Крайны.
6. Северная Далмация, включая Задар и большинство островов.
7. Острова Додеканес.
8. Город Влёра.
9. Протекторат над Албанией.
10. Часть азиатских и африканских колоний Германии.

Сербскому королевству были обещаны:
1. Побережье Далмации между рекой Крка и селением Стон, включая Пелешац.
2. Сплит.
3. Остров Брач.

Черногорскому королевству предназначались:
1. Побережье Далмации между городом Будва и селением Стон, включая Дубровник и Которский залив, но исключая Пелешац.
2. Часть побережья Албании.

Также (однако менее определённо) Сербии были обещаны:
1. Босния и Герцеговина.
2. Срем.
3. Бачка.
4. Славония.
5. Часть территории Албании.

Италия предложила и союзники согласились, что вопрос о дальнейшей судьбе побережья Хорватии между Истрией и Задаром должен быть урегулирован после войны. Италия также настаивала на том, что Сербия не должна быть уведомлена о договорённостях. Однако 4 августа 1915 года союзники направили сербским властям официальную ноту, подтверждающую послевоенные территориальные претензии Сербии и Черногории.
Соглашение держалось в тайне, однако было обнародовано после Октябрьской революции в России (опубликовано в газете «Известия» в ноябре 1917 года).
На Парижской мирной конференции представители Италии настаивали на ведении переговоров лишь со своими бывшими союзниками, представителями Сербии и Черногории, но не с представителями побеждённой стороны, включёнными в состав делегации нового государственного образования, Королевства сербов, хорватов и словенцев. Конкретно, итальянская делегация выражала протест против участия в конференции двух хорватов и двух словенцев, трое из которых были депутатами, а один — министром в австрийском кабинете во время войны.
Соглашение было аннулировано в 1919 году Версальским мирным договором, поскольку президент США Вудро Вильсон, поддерживая требования славянских народов и не признавая договор, отверг претензии Италии на Далмацию. Раздел Тироля был подтверждён в том же году Сен-Жерменским мирным договором.

## Позиция Японии
Япония была заинтересованной стороной в решении вопроса о границах между Сербией и Италией, хотя так и не проявила участия в этом.
Итальянское посольство в Токио вело длительные переговоры с Министерством иностранных дел Японии об освобождении австро-венгерских военнопленных, заявивших о своей верности Италии. В ходе переговоров Италия попытались получить юрисдикцию над пленными, которые были родом из областей, на которые она претендовала по Лондонскому договору, включая югославские регионы, такие как Истрия и Далмация. Однако поскольку Япония не участвовала в подписании договора, она разрешила освободить только тех пленных, которые согласились вступить в итальянскую армию и косвенно принять итальянское гражданство.
На Парижской мирной конференции японская делегация действовала в соответствии с очень конкретными и строгими инструкциями из Токио. Делегация планировала добиться международного признания особого статуса Японии в Китае, получить контроль над немецкими колониями в Тихом океане, а позднее — включить пункт о расовом равенстве в Пакт Лиги Наций. Из Токио поступили указания не вмешиваться в вопросы, касающиеся европейских дел и будущего устройства Европы. Однако, Япония была хорошо информирована об итальянских дипломатических планах. Более того, дипломатические документы показывают, что во время мирной конференции Япония довольно активно следила за ситуацией на Адриатике, особенно за вопросом о статусе Фиуме. Например, эти документы описывают передвижения итальянской делегации и реакцию итальянских СМИ на события в Париже.
Основной причиной японского интереса, вероятно, был американский антагонизм к японским интересам в Китае. Президент Вильсон и СМИ часто проводили аналогии между итальянскими и японскими требованиями на конференции. Японский консультативный комитет обсуждал ситуацию в итальянской делегации в конце апреля 1919 года, проявляя некоторую озабоченность по поводу последствий итальянского бойкота конференции для японской позиции и требований на конференции. Кроме того, японский представитель, Макино Нобуаки, встретился с итальянскими делегатами и попытался обсудить итальянскую ситуацию 21 апреля 1919 года. Он встретился с Витторио Орландо и поинтересовался, насколько Италия поддерживает требования Японии на мирных переговорах. После встречи Макино написал отчет, в котором описал, что Орландо не был ясен в своей позиции; однако он был крайне категоричен в своих взглядах на Адриатический вопрос. Орландо резко критиковал позицию президента Вильсона. Он также попросил японцев поддержать его территориальные требования об аннексии Южных Альп, Истрии и Далмации.
По этому случаю Орландо также сообщил Макино, что итальянская делегация будет бойкотировать переговоры и покинет Париж. Вероятно, японские делегаты были первыми, кто был проинформирован об итальянских планах. После встречи Макино был убежден, что территориальные вопросы между Италией и югославами будет трудно решить за столом переговоров. Для Японии Италия была ключевым дипломатическим партнером, и, по мнению Макино, её отъезд из Парижа стал бы серьезным препятствием для мирных переговоров. Это оказало бы серьезное влияние на обеспечение японских требований на конференции.
Японские делегаты активно взаимодействовали с обеими сторонами, американской и итальянской, и имели полное представление об общей ситуации и атмосфере на конференции. Встречаясь с американской делегацией, японские представители хотели знать, как американцы отреагируют на итальянские угрозы, и как это повлияет на японские позиции на конференции. Например, 25 апреля, всего через несколько дней после встречи с президентом Вильсоном, Макино написал о том, что Вильсон не был готов к сотрудничеству и отвечал на его вопросы неохотно. Вильсон заявлял Макино, что, по его мнению, требования Италии необоснованны; таким образом, он не признает действительность ни Лондонского договора 1915 года, ни какого-либо другого секретного пакта. Он подчеркнул, что Италия ведет себя безответственно и угрожает безопасности и стабильности в Адриатическом бассейне. Макино также прокомментировал, как Вильсон не жалел своих слов в отношении затруднительного положения Японии. По его словам, Вильсон был убежден, что Япония делает в Китае то же самое, что Италия в Адриатике. Он повторил, что ни при каких обстоятельствах не допустит признания японских интересов в Китае. Для Вильсона национальные интересы имели второстепенное значение, и они должны были быть подчинены международным усилиям по установлению мира и нового мирового порядка.
В Токио консультативный комитет отреагировал на сообщения из Парижа спокойно, Цуёси Инукай был прагматичен. По его словам, итало-американский конфликт помог отвлечь внимание международной общественности от японских планов, а также укрепить переговорную позицию по отношению к США. Другие члены комитета согласились с оценкой Инукаи и также подчеркнули важность итальянского вопроса для реализации японских требований на Парижской мирной конференции. Отъезд итальянской делегации из Парижа был оценен как не обязательно плохой поворот для них. Все они согласились, что Япония не уступит и что без признания всех требований они не дадут разрешения на подписание мирного договора. 30 апреля 1919 года президент Вильсон уступил японским требованиям.
Кроме того, японской делегацией был составлен отчёт по этому вопрос, где приводилась стратегическая оценка Фиуме, который, по мнению авторов, была центральным портом для славянских народов Центральной и Юго-Восточной Европы. Имелся намек на критику в адрес Италии, которая описывается как легкомысленная, поскольку создает ненужную напряженность в отношениях между государствами региона, что в конечном итоге может привести к новым и ненужным военным конфликтам. В качестве решения в отчёте предлагается внести изменения в Лондонский договор и передать Фиуме Королевству сербов, хорватов и словенцев. Таким образом, хотя реализм и политический оппортунизм подталкивали Японию к Италии, японские делегаты, тем не менее, похоже, сохранили независимый взгляд на политическую ситуацию в Адриатике.